# Chiropotes utahickae
Chiropotes utahicki là một loài động vật có vú trong họ Pitheciidae, bộ Linh trưởng. Loài này được Hershkovitz mô tả năm 1985.

## Hình ảnh

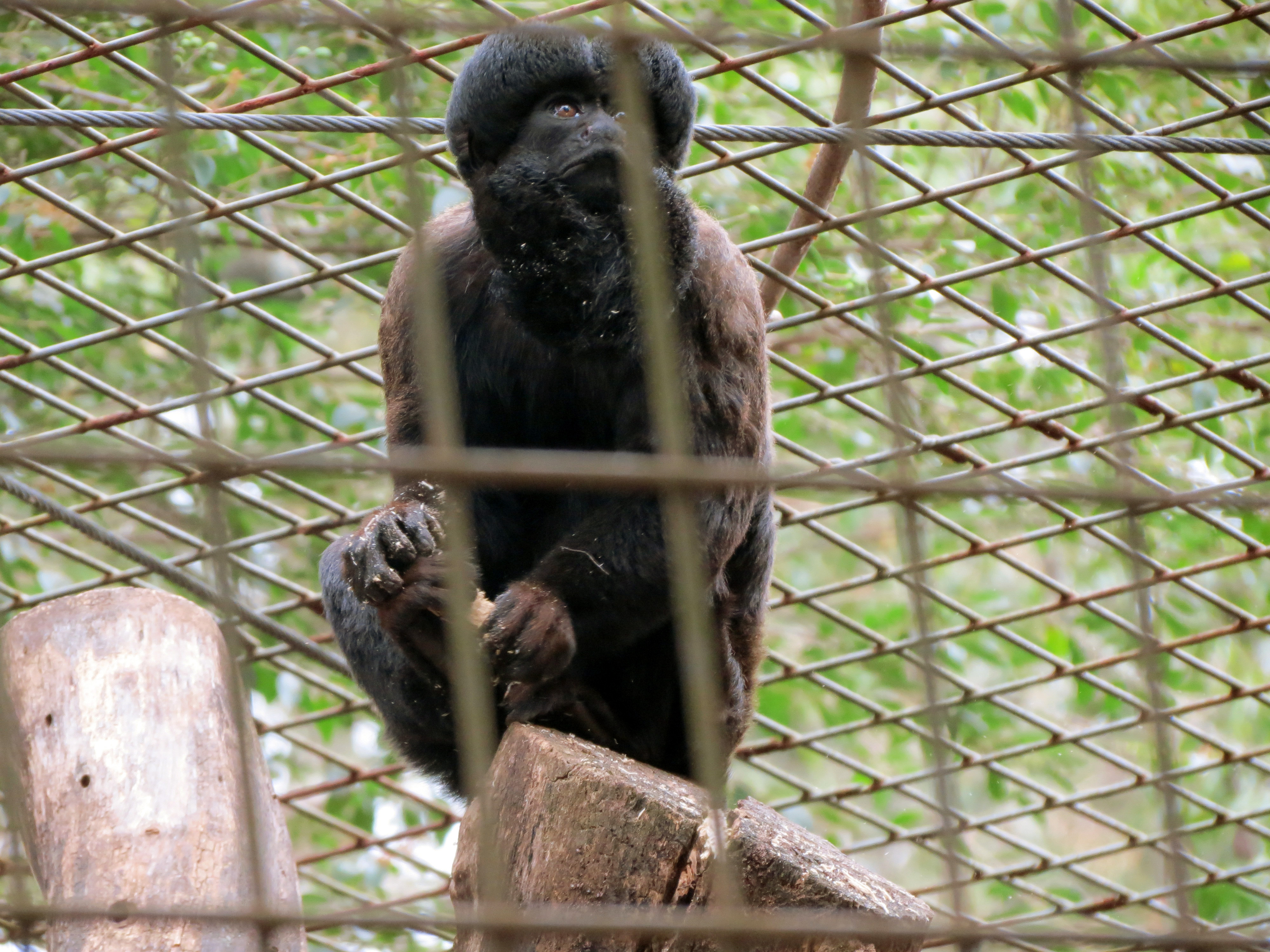

- Tập tin:Tập